# Петро Боровик
Боровик Петро — майстер бандур з міста Остер Чернігівської губернії.  
Одна з його бандур (сконструйована 29 лютого 1914 р.) зберігається у Музеї кобзарства Криму та Кубані при Кримському державному гуманітарному інституті.

## Виноски
1. ↑  Журнал «Музеї України»[недоступне посилання]
2. ↑  дата викликає сумнів — 1914 рік не був високосним, тобто лютий мав лише 28 днів.

| українська персоналія | Це незавершена стаття про особу, що має стосунок до України. Ви можете допомогти проєкту, виправивши або дописавши її. |